# Aeropuerto Internacional de Moscú-Domodédovo
El Aeropuerto Internacional de Moscú-Domodédovo (Pronunciado [Damadiédava] en fonética española; en ruso: Международный Аэропорт Москва-Домодедово, tr.: Mezhdunarodniy Aeroport Moskvá-Domodédovo) (IATA: DME, OACI: UUDD) es un aeropuerto internacional situado 35 km al sur del centro de Moscú, Rusia. Es uno de los tres principales aeropuertos de Moscú, junto con el Aeropuerto de Moscú-Sheremétievo y el Aeropuerto de Moscú-Vnúkovo.

## Historia
El aeropuerto de Domodédovo comenzó a prestar servicio en marzo de 1964 con un vuelo a Sverdlovsk (hoy Ekaterimburgo) con un Túpolev 104. Creado con la intención de controlar el crecimiento del tráfico de larga distancia en la URSS, fue inaugurado oficialmente en mayo de 1965. Una segunda pista, paralela a la existente, se puso en servicio 18 meses después de la apertura del aeropuerto. El 26 de diciembre de 1975, el aeropuerto de Domodédovo fue seleccionado para el vuelo inaugural del Tupolev Tu-144 a Alma-Ata. 
Desde 1996, el aeropuerto de Domodédovo es gestionado por East Line Group, con un contrato de 75 años de arrendamiento, aunque las pistas siguen siendo controladas por el Estado. El grupo ha estado invirtiendo fuertemente en la reconstrucción del aeropuerto, la organización de las aduanas y el mantenimiento. Debido a diversos problemas con el Aeropuerto de Sheremétievo, las aerolíneas British Airways, Qatar Airways, Swiss International Air Lines, y Austrian Airlines se trasladaron de dicho aeropuerto a Domodédovo. También lo hicieron más tarde Emirates Airline, Brussels Airlines, Thai Airways International y Lufthansa. Mientras tanto, Aeroflot había trasladado algunas operaciones de transporte de carga a Domodédovo. Es el primer aeropuerto de Rusia en tener dos pistas paralelas que operan simultáneamente, y tras la remodelación de la torre de control en 2003, puede controlar más de 70 despegues y aterrizajes cada hora. También es el centro de operaciones de algunas compañías aéreas más importantes de Rusia, como S7 Airlines. 
Por su situación estratégica, Domodédovo es un punto importante para las aerolíneas de Oriente, lo que lo convierte en uno de los principales centros de transporte del futuro. En los nueve primeros meses de 2004, el flujo internacional de pasajeros aumentó un 52.8 % en comparación con el mismo período de 2003. Los pasajeros nacionales y el volumen de carga también aumentó significativamente, beneficiado por su proximidad a la capital de Rusia. El aeropuerto cuenta con 136 km² cuadrados de terrenos anexos, un gran potencial para su expansión.

## Terminales

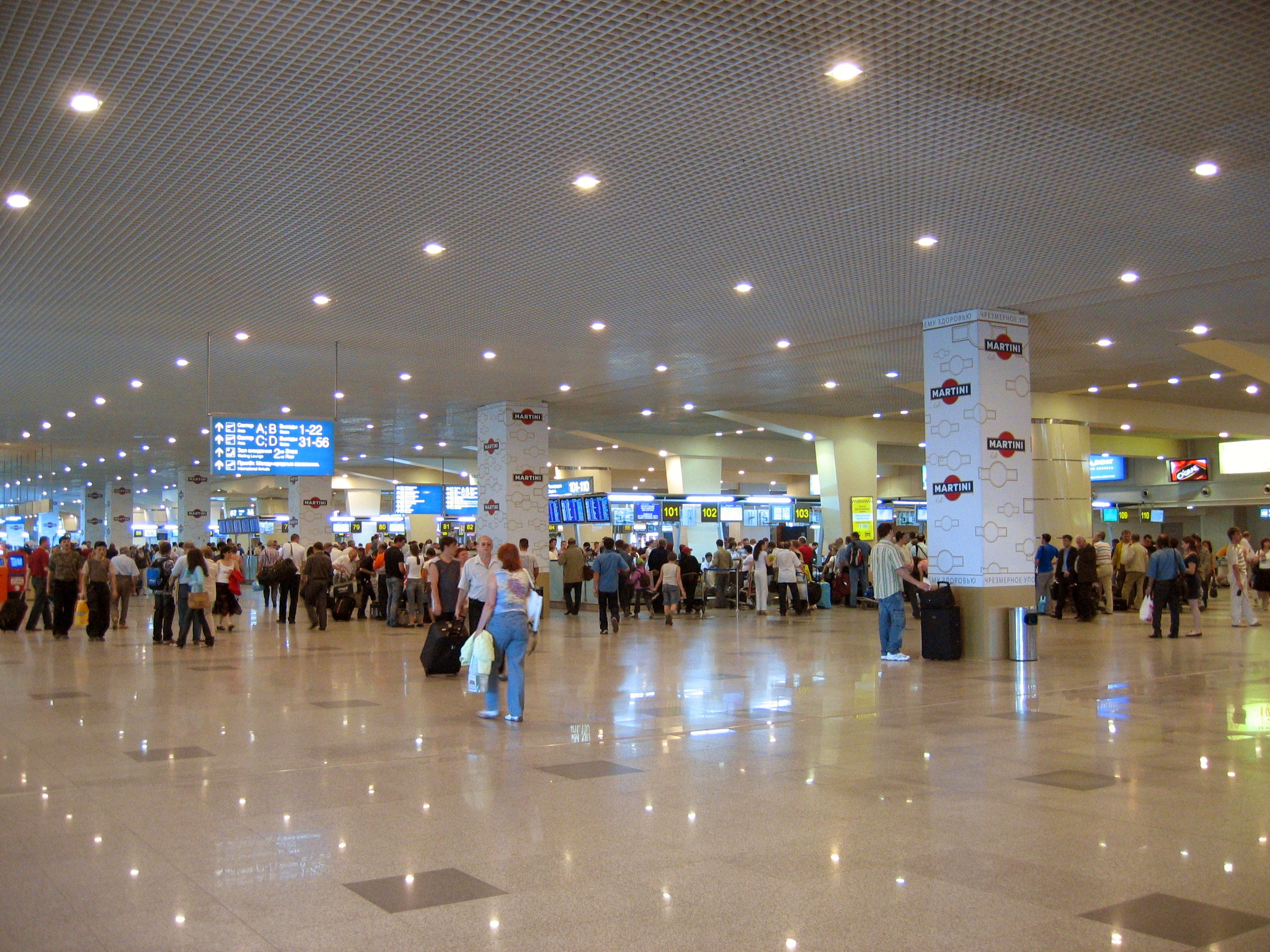
Interior de la terminal de pasajeros de Domodédovo.

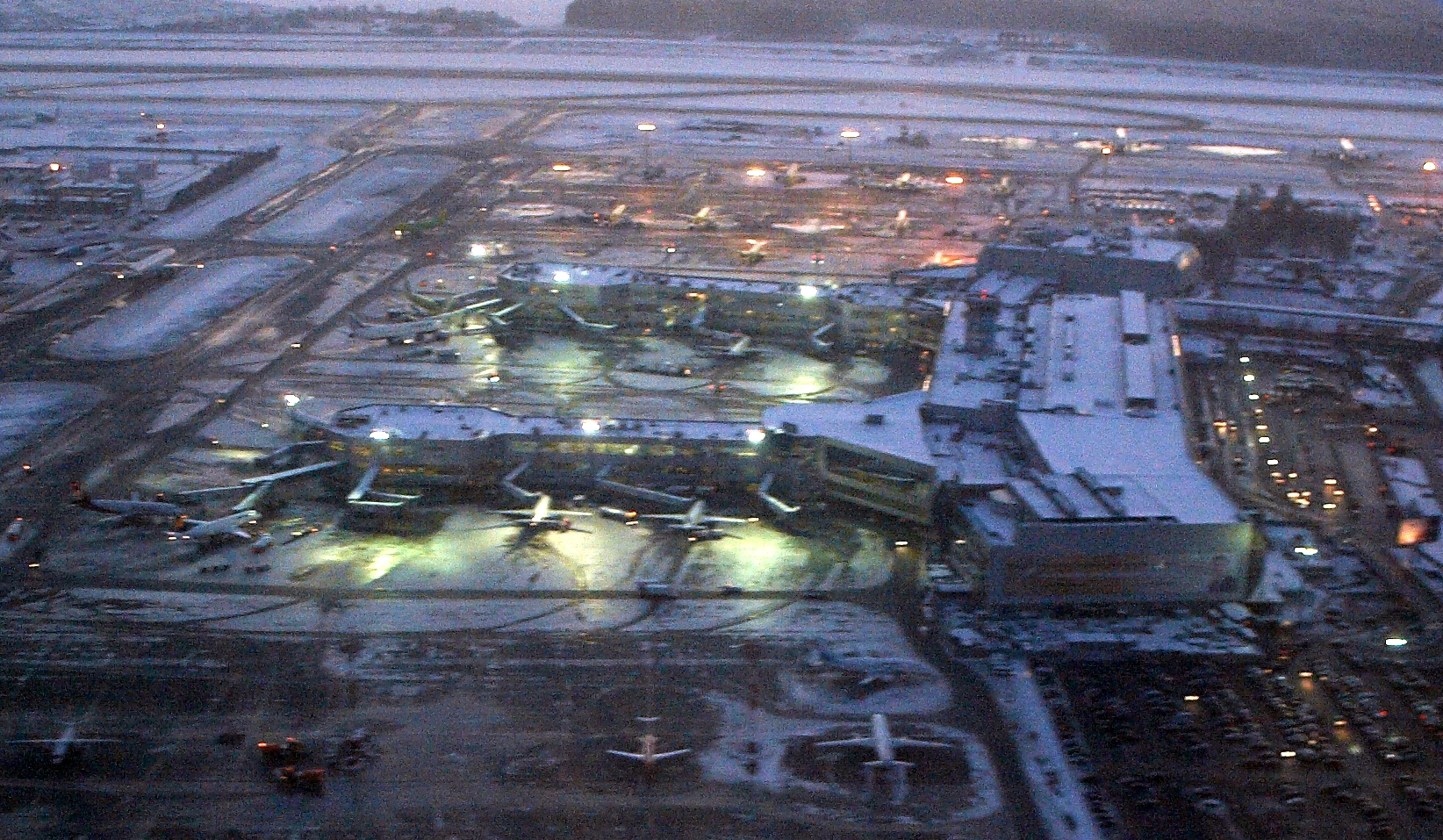
Vista aérea de la terminal

5

## Accesos
El aeropuerto tiene una conexión ferroviaria directa (denominada Aeroexpress) con la Estación Paveletski de Moscú; los trenes realizan el recorrido de unos 40 minutos, que salen cada 30-60 minutos en ambas direcciones. Ocasionalmente, también enlaza con otras estaciones de la capital.
También existe un servicio regular de autobuses, desde la estación de metro Domodédovskaya, al sur de la ciudad. Los autobuses salen cada 15 minutos, y la duración del viaje es de unos 30 minutos.

## Incidentes y accidentes
- En 2002 el vuelo 2937 de Bashkirian Airlines, despegó de Domodédovo con destino a Barcelona pero colisionó sobre Alemania contra el vuelo 611 de DHL.[4]
- En agosto de 2004, dos terroristas suicidas chechenos provocaron un grave fallo de seguridad en el aeropuerto que provocó la destrucción de dos aviones: el vuelo 1303 de Volga-AviaExpress y el vuelo 1047 de Siberia Airlines, y la muerte de 90 pasajeros. Desde entonces, Oriental Line ha puesto en marcha una nueva política de seguridad y ha gastado 20 millones de dólares USD en seguridad y equipos de detección instalados en el aeropuerto.
- El 23 de febrero de 2008, un Boeing 777, el vuelo SQ-376 de Singapore Airlines aterrizó con uno de sus dos motores en funcionamiento. Los funcionarios de la compañía aérea explicaron después que ambos motores funcionaban, y que todo había sido un error del ordenador.
- El 24 de enero de 2011, 35 personas murieron y más de 100 resultaron heridas en un atentado terrorista perpetrado en la zona de recogida de equipajes de la terminal del aeropuerto.[5] El atentado fue atribuido en un principio a un ataque suicida con explosivos.

## Aerolíneas y destinos

### Destinos nacionales
| Aerolíneas                  | Destinos                                                                                              |
| --------------------------- | --- |
| Alrosa Mirny Air Enterprise | Mirni, Novosibirsk, Udachni                                                                           |
| IrAero                      | Barnaúl, Irkutsk                                                                                      |
| Izhavia                     | Izhevsk                                                                                               |
| Komiaviatrans               | Syktyvkar, Ujtá, Usinsk                                                                               |
| Nordavia                    | Arcángel, Grozni, Majachkalá, Múrmansk, Oremburgo, San Petersburgo, Ufá Estacional: Simferópol, Sochi |
| NordStar                    | Krasnodar, Krasnoyarsk, Majachkalá, Mineralnye Vody, Norilsk, Sochi, San Petersburgo                  |
| Pskovavia                   | Pskov                                                                                                 |

### Destinos internacionales

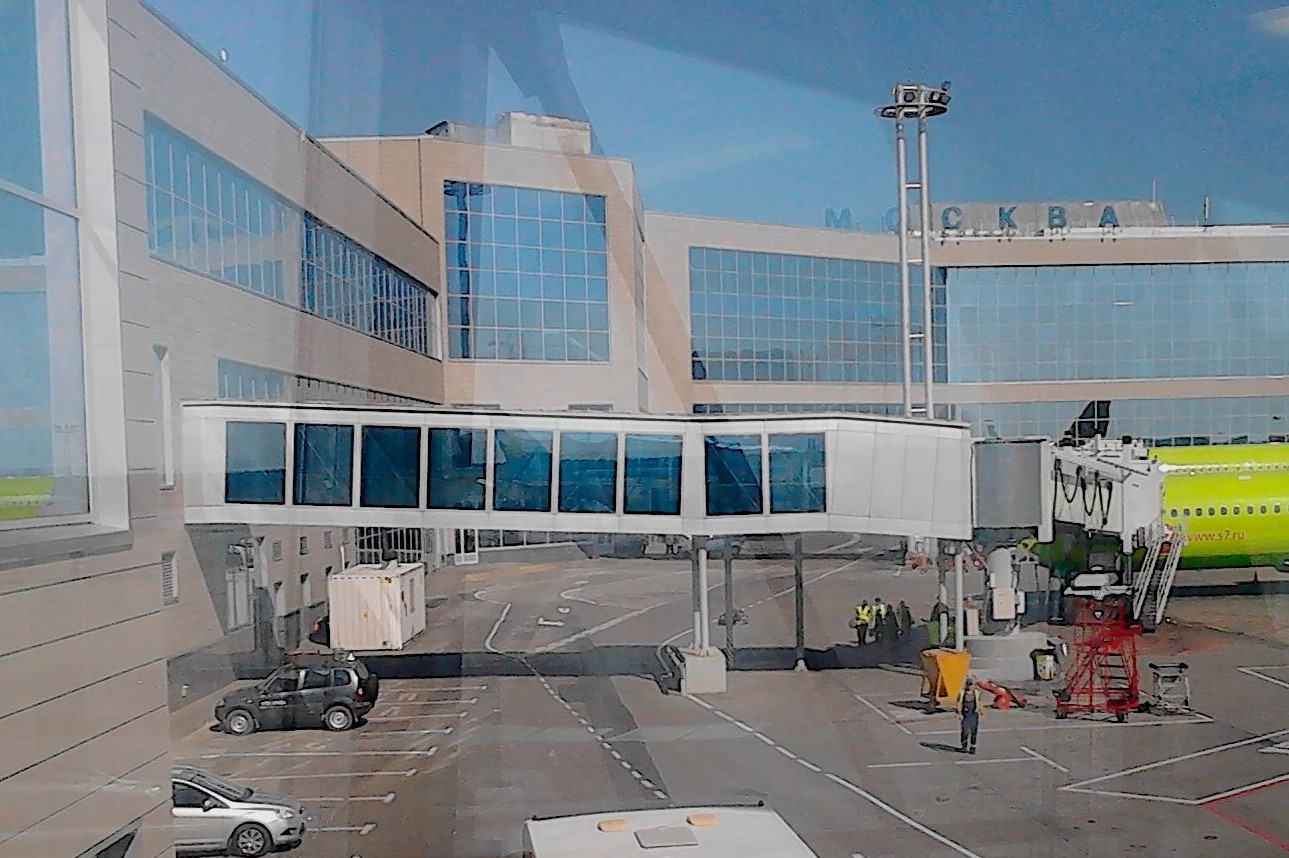
Escalera de embarque telescópica. Aeropuerto de Domodédovo

| Ciudades por países    | Nombre del aeropuerto                         | Aerolíneas                                            | Aeronaves     | Frecuencias semanales |
| África                 | África                                        | África                                                | África        | África                |
| ---------------------- | --------------------------------------------- | ----------------------------------------------------- | ------------- | --------------------- |
| Egipto                 |                                               |                                                       |               |                       |
| El Cairo               | Aeropuerto Internacional de El Cairo          | Egyptair                                              |               |                       |
| Etiopía                |                                               |                                                       |               |                       |
| Adís Abeba             | Aeropuerto Internacional Bole                 | Ethiopian                                             |               |                       |
| Marruecos              |                                               |                                                       |               |                       |
| Casablanca             | Aeropuerto Internacional Mohámmed V           | Royal Air Maroc                                       |               |                       |
| Asia                   |                                               |                                                       |               |                       |
| Armenia                |                                               |                                                       |               |                       |
| Ereván                 | Aeropuerto Internacional de Zvartnots         | Red Wings Airlines S7 Airlines Nordavia Ural Airlines | A3xx          |                       |
| Shirak                 | Aeropuerto de Shirak                          | Ural Airlines (Estacional)                            | A3xx          |                       |
| Azerbaiyán             |                                               |                                                       |               |                       |
| Bakú                   | Aeropuerto Internacional Heydar Aliyev        | Azerbaijan Airlines                                   |               |                       |
| Baréin                 |                                               |                                                       |               |                       |
| Baréin                 | Aeropuerto Internacional de Baréin            | Gulf Air                                              |               |                       |
| Emiratos Árabes Unidos |                                               |                                                       |               |                       |
| Dubái                  | Aeropuerto Internacional de Dubái             | Emirates                                              |               |                       |
| Sharjah                | Aeropuerto Internacional de Sharjah           | Air Arabia                                            | A32x          |                       |
| Israel                 |                                               |                                                       |               |                       |
| Eilat                  | Aeropuerto Internacional Ramon                | Ural Airlines (Estacional)                            | A3xx          |                       |
| Tel Aviv               | Aeropuerto Internacional Ben Gurión           | El Al                                                 | B7x7          |                       |
| Jordania               |                                               |                                                       |               |                       |
| Amán                   | Aeropuerto Internacional Queen Alia           | Royal Jordanian                                       |               |                       |
| Kazajistán             |                                               |                                                       |               |                       |
| Almaty                 | Aeropuerto Internacional de Almatý            | Air Astana                                            |               |                       |
| Nursultán              | Aeropuerto Internacional Nursultán Nazarbáyev | Air Astana                                            |               |                       |
| Kirguistán             |                                               |                                                       |               |                       |
| Biskek                 | Aeropuerto Internacional de Manas             | Air Manas Avia Traffic Company                        | A220-300 A3xx |                       |
| Osh                    | Aeropuerto de Osh                             | Avia Traffic Company                                  | A3xx          |                       |
| Kuwait                 |                                               |                                                       |               |                       |
| Ciudad Kuwait          | Aeropuerto Internacional de Kuwait            | Kuwait Airways                                        |               |                       |
| Omán                   |                                               |                                                       |               |                       |
| Mascate                | Aeropuerto Internacional de Seeb              | Oman Air                                              |               |                       |
| Tailandia              |                                               |                                                       |               |                       |
| Bangkok                | Aeropuerto Internacional Suvarnabhumi         | Thai Airways                                          |               |                       |
| Tayikistán             |                                               |                                                       |               |                       |
| Dusambé                | Aeropuerto Internacional de Dusambé           | Somon Air                                             | B737NG        |                       |
| Juyand                 | Aeropuerto de Juyand                          | Somon Air                                             | B737NG        |                       |
| Kulob                  | Aeropuerto de Kulob                           | Somon Air                                             | B737NG        |                       |
| Turkmenistán           |                                               |                                                       |               |                       |
| Asjabad                | Aeropuerto de Asjabad                         | Turkmenistan Airlines                                 |               |                       |
| Turquía                |                                               |                                                       |               |                       |
| Antalya                | Aeropuerto de Antalya                         | Pegasus Airlines (Estacional)                         |               |                       |
| Bodrum                 | Aeropuerto de Bodrum                          | Pegasus Airlines (Estacional)                         |               |                       |
| Dalaman                | Aeropuerto de Dalaman                         | Pegasus Airlines (Estacional)                         | A3xx          |                       |
| Esmirna                | Aeropuerto de Esmirna-Adnan Menderes          | Pegasus Airlines (Estacional)                         |               |                       |
| Estambul               | Aeropuerto Internacional Sabiha Gökçen        | Pegasus Airlines                                      |               |                       |
| Gazipaşa               | Aeropuerto de Gazipaşa                        | Pegasus Airlines (Estacional)                         |               |                       |
| Europa                 |                                               |                                                       |               |                       |
| Bielorrusia            |                                               |                                                       |               |                       |
| Minsk                  | Aeropuerto Internacional de Minsk             | Belavia Ural Airlines                                 | A3xx          |                       |

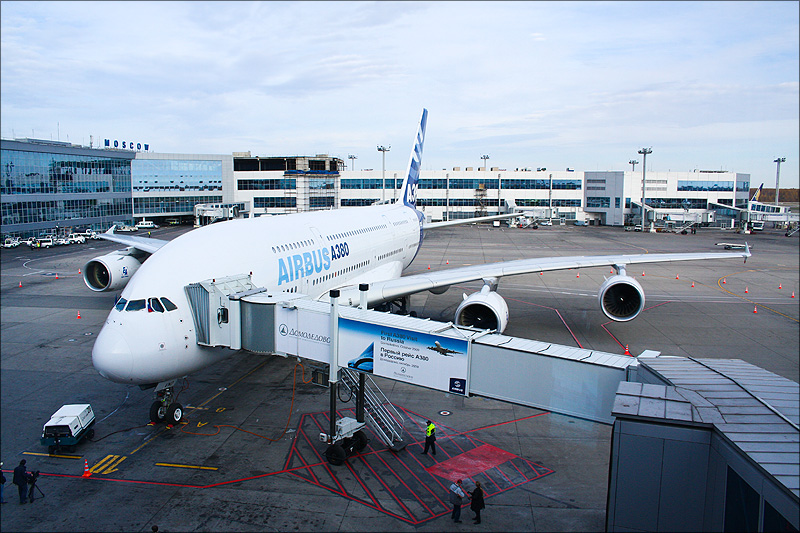
El avión de pasajeros más grande del mundo (Airbus A380) estacionado junto a una pasarela del aeropuerto moscovita de Domodédovo

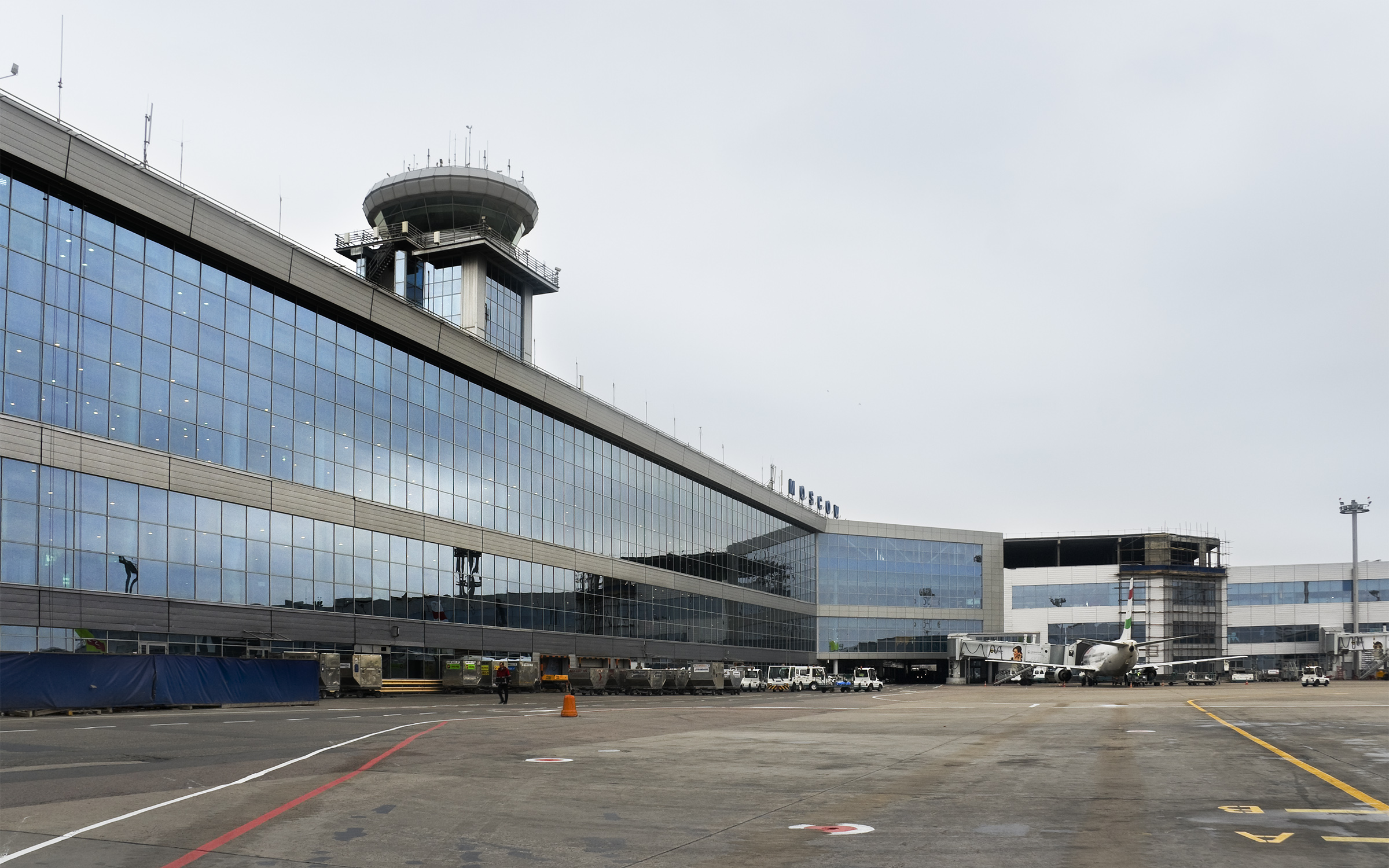
Vista del edificio terminal desde el lado aire

Las inversiones de East Line han permitido que Domodédovo disponga de dos amplias terminales: la T1 para el tráfico nacional, y la T2, con un proyecto de futura ampliación, para el tráfico internacional.

## Estadísticas

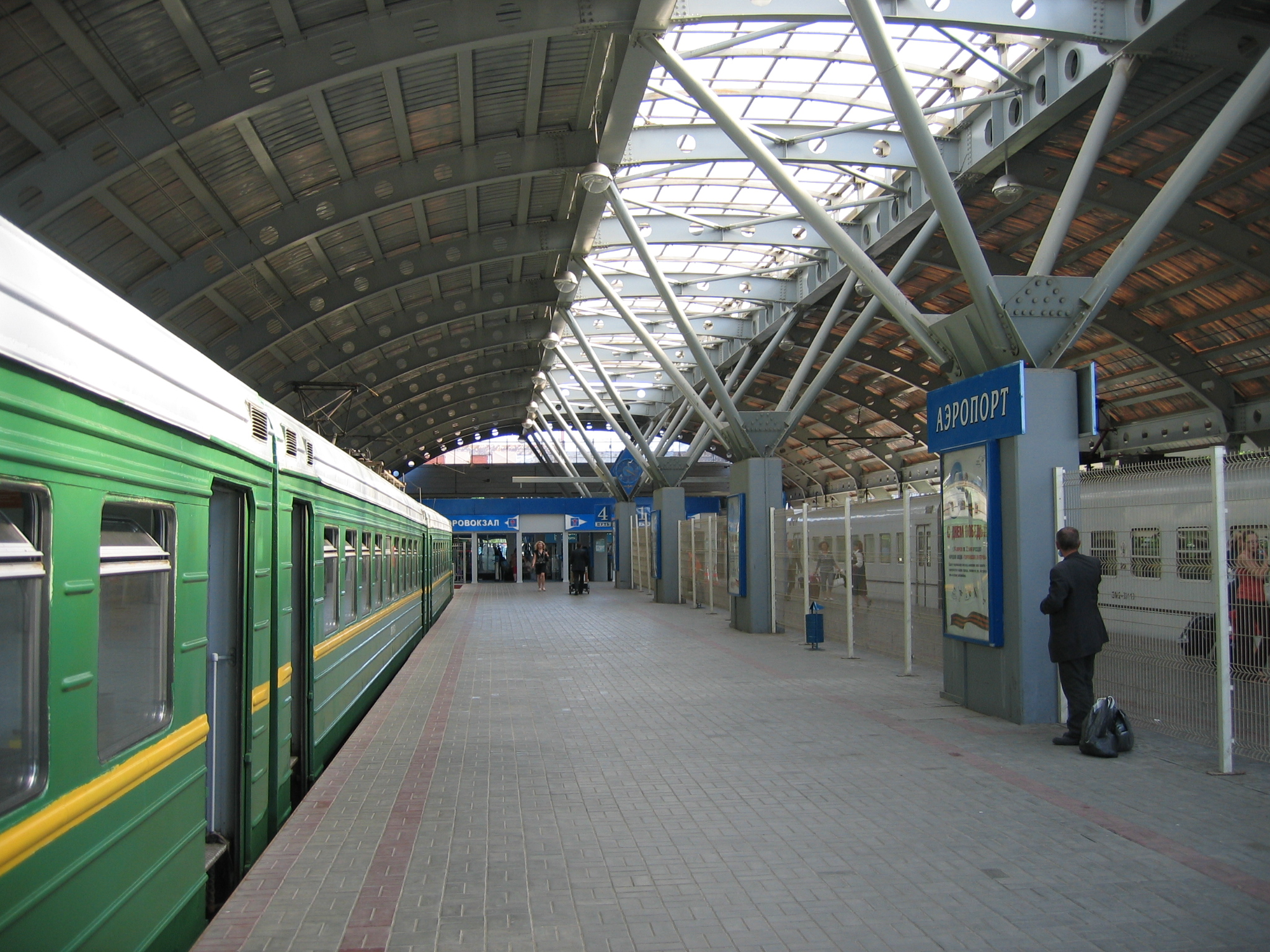
Estación del aeropuerto

Ver fuente y consulta Wikidata.